# Kuznetsovski (Saràtov)
|  | Per a altres significats, vegeu «Kuznetsovski». |

Kuznetsovski (en rus: Кузнецовский) és un poble (un possiólok) de l'óblast de Saràtov, a Rússia, segons el cens del 2010 tenia 39 habitants. Pertany al districte municipal d'Ozinki.